# Fujitsu Lifebook
Lifebook (offizielle Schreibweise LIFEBOOK) bezeichnete die Notebook-Baureihen der Firma Fujitsu Technology Solutions (vormals Fujitsu Siemens Computers), welche sich an Geschäftskunden richtete. Diese unterschieden sich von Baureihen für Konsumenten beispielsweise durch eine modulare Erweiterbarkeit des Laufwerkschachtes und durch die Anschlussmöglichkeit für einen Port-Replikator.
Die Baureihen gliederten sich dabei auf in die Serien Lifebook A, B, C, E, P, S, Q, T und U. Die Namensgebung der Baureihen war, ähnlich wie die der Handys der Siemens AG, ursprünglich an die Baureihen von Mercedes-Benz-PKW angelehnt. Die Baureihen wurden von Fujitsu selbst gefertigt, im Gegensatz zur Amilo-Baureihe, die zu großen Teilen zugekauft wurde.
Im Frühjahr 2024 stellte Fujitsu den Vertrieb von Client-Geräten und damit auch von Notebooks und Tablets ein.

## Klassenbezeichnungen
Hier werden alle Serien aufgeführt; die A-Serie richtete sich auf den preisbewussten Privatbereich und die Serien E, P, S, T, U eher auf den Businessbereich.

### Lifebook A

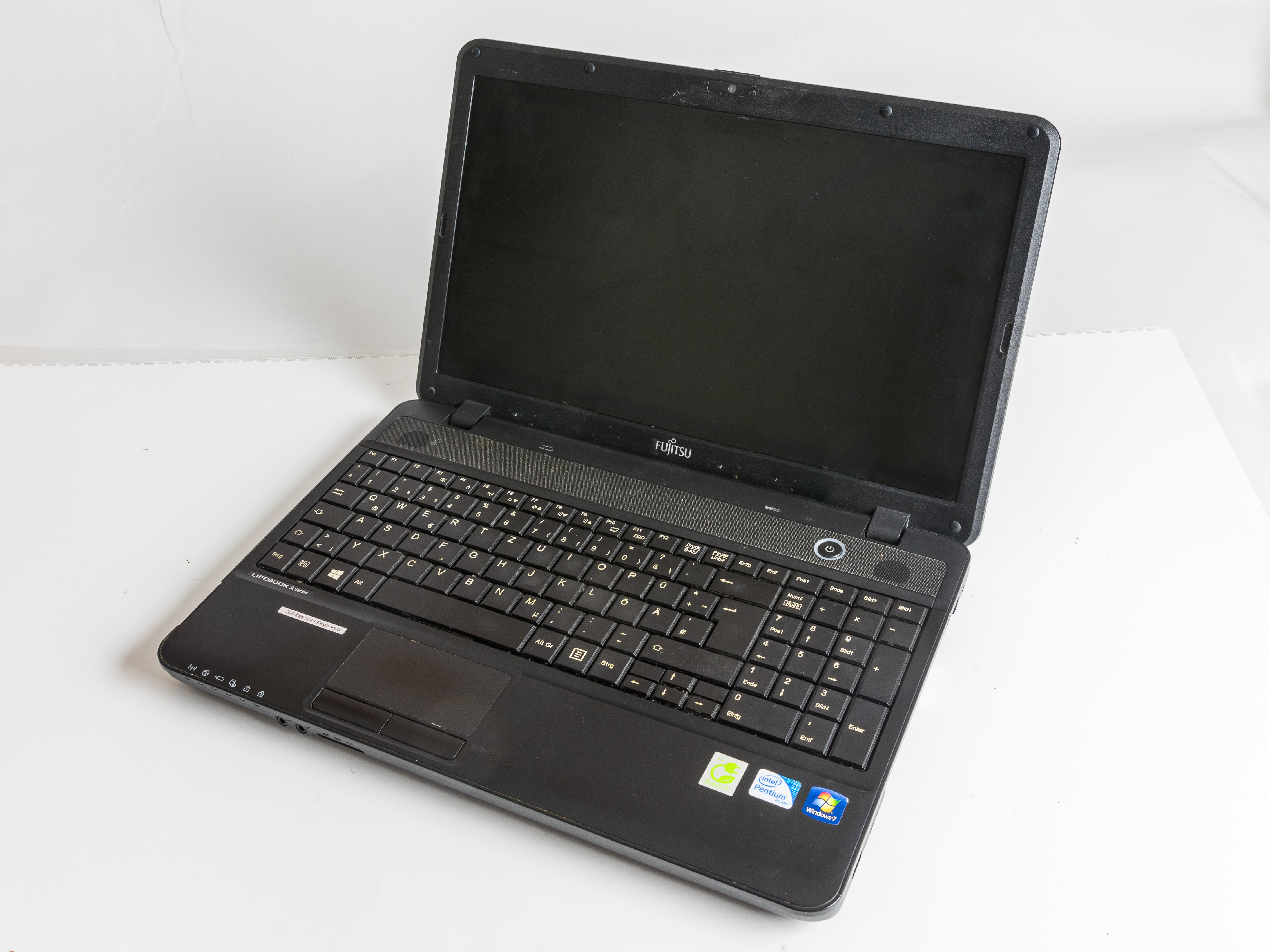
Fujitsu Lifebook AH502

Die A-Serie wurde 2010 eingeführt und bestand anfangs aus den "Allround"-Modellen A530, AH530 und AH550, die in verschiedenen Varianten angeboten werden. Gemeinsamkeiten waren Displays mit 39,6 cm (15,6 Zoll) Diagonale, LED-Hintergrundbeleuchtung und 1366 × 768 Pixeln (Bildformat 16:9, mit oder ohne Blendschutz), sowie der verbaute Chipsatz Intel HM55 und Tastaturen mit Ziffernblock. Die Geräte werden mit Mobilprozessoren überwiegend aus der Intel Core-i Serie angeboten. Auch heute (2017) handelt es sich bei der A-Reihe, etwa mit den Modellen A555 und A557, um verhältnismäßig preiswerte größere Laptops (15,6 Zoll) die als "Allrounder" oder als Privat-Laptops angeboten werden.

### Lifebook B

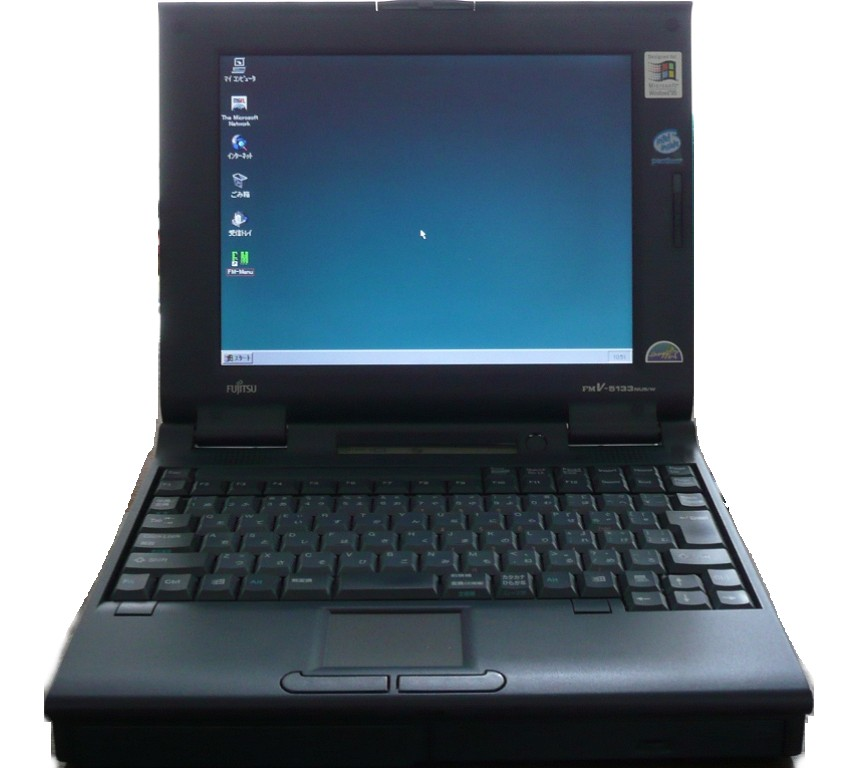
Fujitsu FMV-BIBLO 5133NU5/W

Die B-Serie war die Biblo-Klasse für die Subnotebooks. Die ersten Modelle (B110 und B112, 1998) waren sehr kompakt (DIN A5 Größe und 1,1 kg) und verfügten über ein 8.4" Farb-Display.  Das besondere an den größeren (DIN A4 Format) Nachfolgemodelle B213x (1999) war der berührungsempfindliche 10,4"-TFT-Bildschirm und der Eingabestift. Die B-Serie wird nicht mehr gebaut und wurde durch die T-Serie bzw. P-Serie ersetzt.

### Lifebook C
Die C-Serie war bis 01/2008 die Einsteiger-Baureihe für professionelle Anwender. Es war einfach und robust aufgebaut, jedoch waren einige Zusatzoptionen wie 3D-Grafikkarten nicht verfügbar, und unterschied sich rein äußerlich kaum von der E-Serie.

### Lifebook E

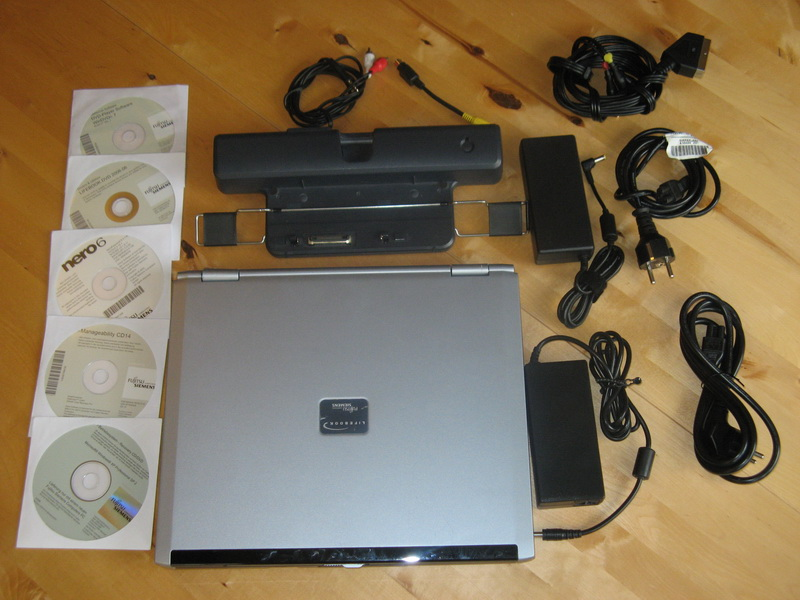
Lifebook E 8010 mit diversem Zubehör

Die E-Serie ist eine Reihe von Desktop-Replacement-Notebooks. Sie sind besonders robust und haben in der Regel leistungsfähigere Komponenten als die C-Serie (schnellere Prozessoren, mehr RAM etc.) verbaut, was sich auch im Preis niederschlägt. Die E-Serie hat in der Regel einen hochwertigeren kontrastreichen 15/15,4-Zoll-Bildschirm verbaut, der besonders für den Büroeinsatz konzipiert ist, da keine spiegelnden Displays zum Einsatz kommen und größtenteils 4:3-Formate erhältlich sind.

### Lifebook NH
46,7 cm Bildschirmbreite. Multimedia und Gaming.

### Lifebook P

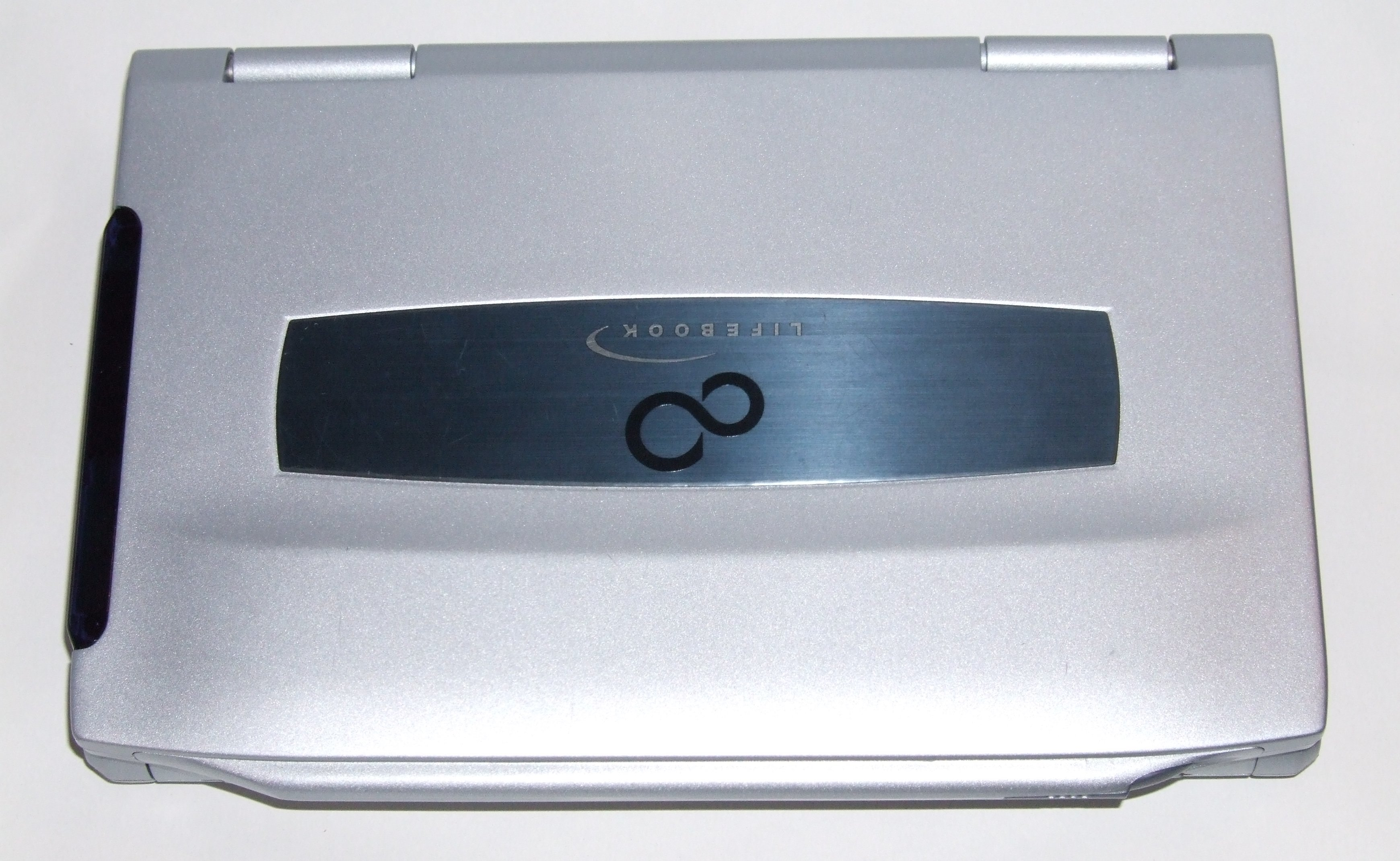
Lifebook P1032

Unter der P-Serie sind mehrere ultraportable Notebooks erhältlich. Dazu gehört z. B. das P1620, das mit einem Gewicht von 1 kg einer der leichteste Convertible Tablet PC ist. Das P steht für Piccolo.

### Lifebook Q
Die Q-Serie sind Lifestyle-Notebooks, die sich durch Klavierlack sowie durch ergonomische Auflagen im Edelstahldesign von den anderen Baureihen abheben und eine anspruchsvolle Käuferschicht ansprechen sollen. Diese Baureihe ist besonders auf den Mobilbetrieb optimiert, weswegen ausschließlich Ultra-Low-Voltage-Prozessoren der Intel-Core-Architektur zum Einsatz kommen, der Hauptspeicher fest verlötet ist und zwei Akkus mit einer Laufzeit von mehr als 10 Stunden verwendet werden können.

### Lifebook S
Die S-Serie ist eine Notebookreihe, die ursprünglich für Vielreisende gedacht ist. Die Leistungsfähigkeit ist ungefähr mit der E-Serie vergleichbar, aber die Bauweise ist etwas leichter und die Notebooks sind durch 14/13-Zoll-Displays kleiner.

### Lifebook T

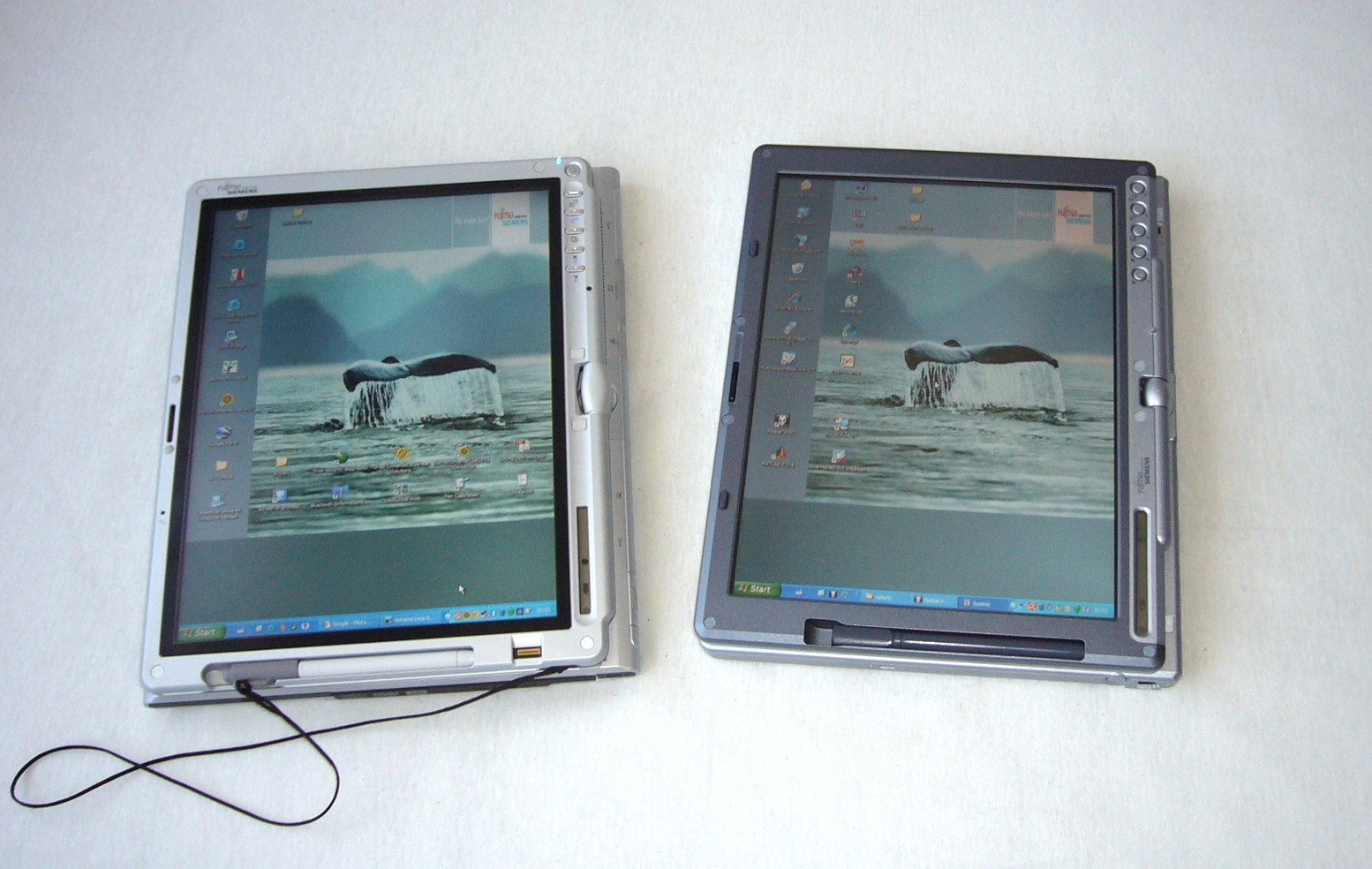
Lifebook T3010/T4210

Die T-Serie besteht aus Convertible Tablet PCs. Durch Drehung des Bildschirms verwandeln sie sich in ein "Tablet". Das T steht hier für Tablet. Die T-Serie wurde im September 2003 mit dem T3010 eingeführt, welches zur Markteinführung der leistungsstärkste Tablet PC und der erste Convertible von FTS überhaupt war. FTS hat zwar vorher schon lange Zeit mit einem Stift bedienbare Computer (Stylistic) gebaut, aber diese waren ohne Zusatzgeräte ausschließlich für die Stifteingabe geeignet (vgl. Slate-Tablet-PCs).
Der T4210 wurde im Juni 2006 auf den Markt gebracht und war der erste Tablet PC mit einem Intel-Core-Duo-Prozessor. Das Toshiba Tecra M7 wurde etwa einen Monat später auf den Markt gebracht. Das LIFEBOOK T4215 war der erste Convertible-Tablet-PC mit embedded UMTS. Aktuell (2017) stehen mit dem T936 und T937 schmale und trotzdem leistungsstarke 'Convertible' im Programm.

### Lifebook U

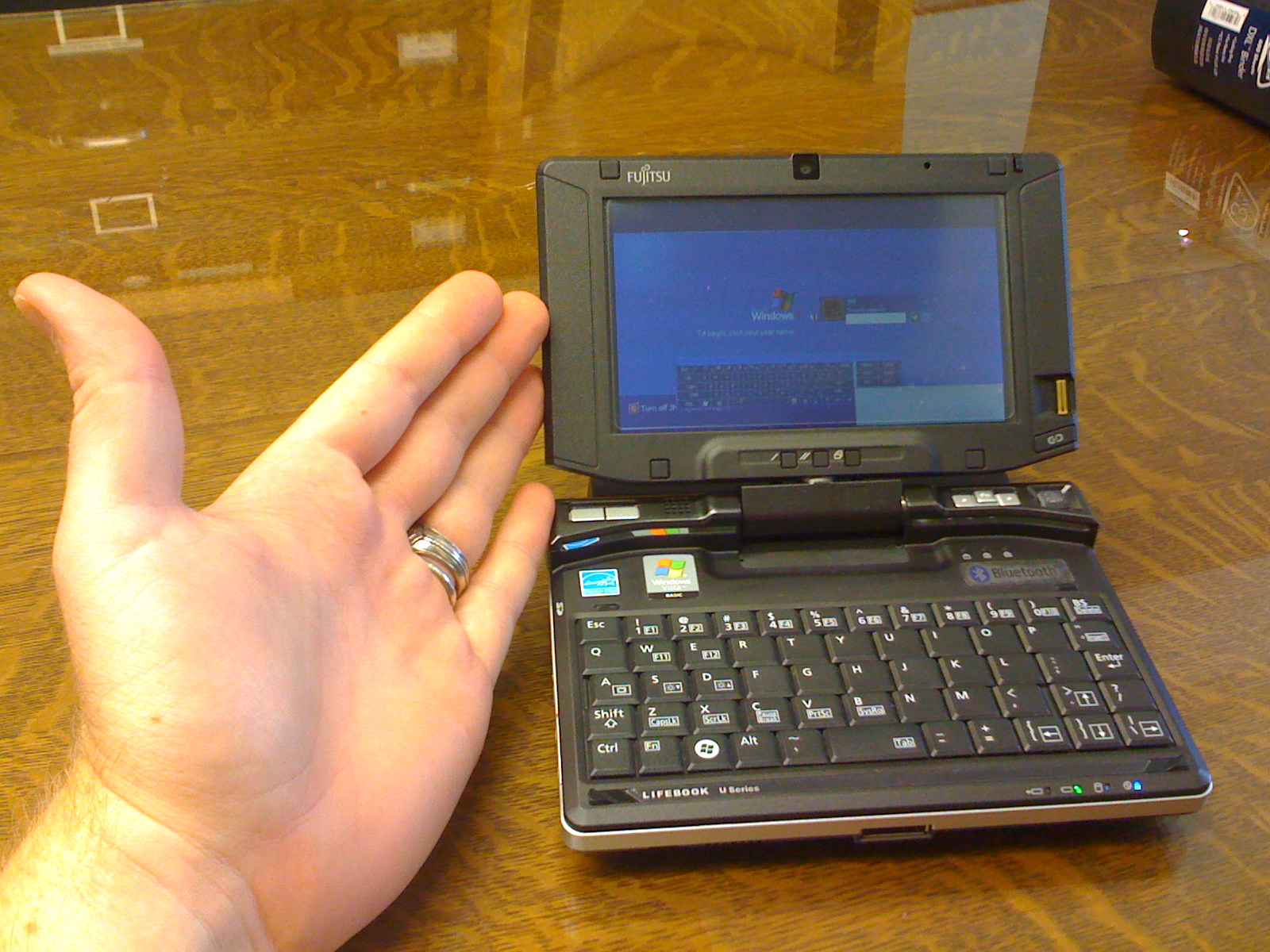
Lifebook U810

Fujitsu Japan hat im Mai 2007 einen extrem kleinen und leichten convertible Tablet PC vorgestellt. Das nur 580 g schwere Gerät wurde als UMPC vermarktet und hat etwa die Größe eines PDAs. Heute (2017) werden in der Serie leistungsstarke Notebooks, die leicht, aber nicht extrem klein sind, vertrieben, welche meist eine 13,3 oder 14 Zoll Bildschirmdiagonale haben (U747, U757, U937).

## Andere Baureihen
Andere Baureihen von Fujitsu sind:
- Esprimo Mobile – preisgünstige Business Serie
- Amilo-PRO – weitere preisgünstige Business Serie
- Amilo – Consumer-Serie; auch mit speziellen Varianten für Computerspieler
- Celsius – Mobile Workstations besonders für CAD etc.
- Stylistic ST – stiftbedienbare Computer (Slate-Tablet-PCs) ohne Tastatur
- NH – Laptops mit 46,7 cm Bildschirmbreite, für Multimedia und Gaming